# Праниченко, Александр Иванович
Александр Иванович Праниченко (укр. Олександр Іванович Праніченко; 1912 год — 1976 год) — тракторист семеноводческого совхоза имени 25 Октября Министерства совхозов СССР, Первомайский район Одесской области, Украинская ССР. Герой Социалистического Труда (1949).
С 15-летнего возраста трудился в совхозе имени 25-летия Октября Первомайского района (сегодня — Николаевская область). Окончил курсы трактористов при МТС. Во время Великой Отечественной войны находился в эвакуации.
В 1948 году получил урожай пшеницы в среднем по 31,2 центнера с каждого гектара на посевной площади в 152 гектара при перевыполнении средней выработки по тракторной бригаде на 89,1 %.
Указом Президиума Верховного Совета СССР от 18 июня 1949 года за выдающиеся трудовые достижения удостоен звания Героя Социалистического Труда с вручением ордена Ленина и золотой медали «Серп и Молот».
В 1955 году вступил в КПСС. С 1955 года до выхода на пенсию в 1969 году — бригадир тракторной бригады в этом же совхозе.
Скончался в 1976 году.